# Whirlyball

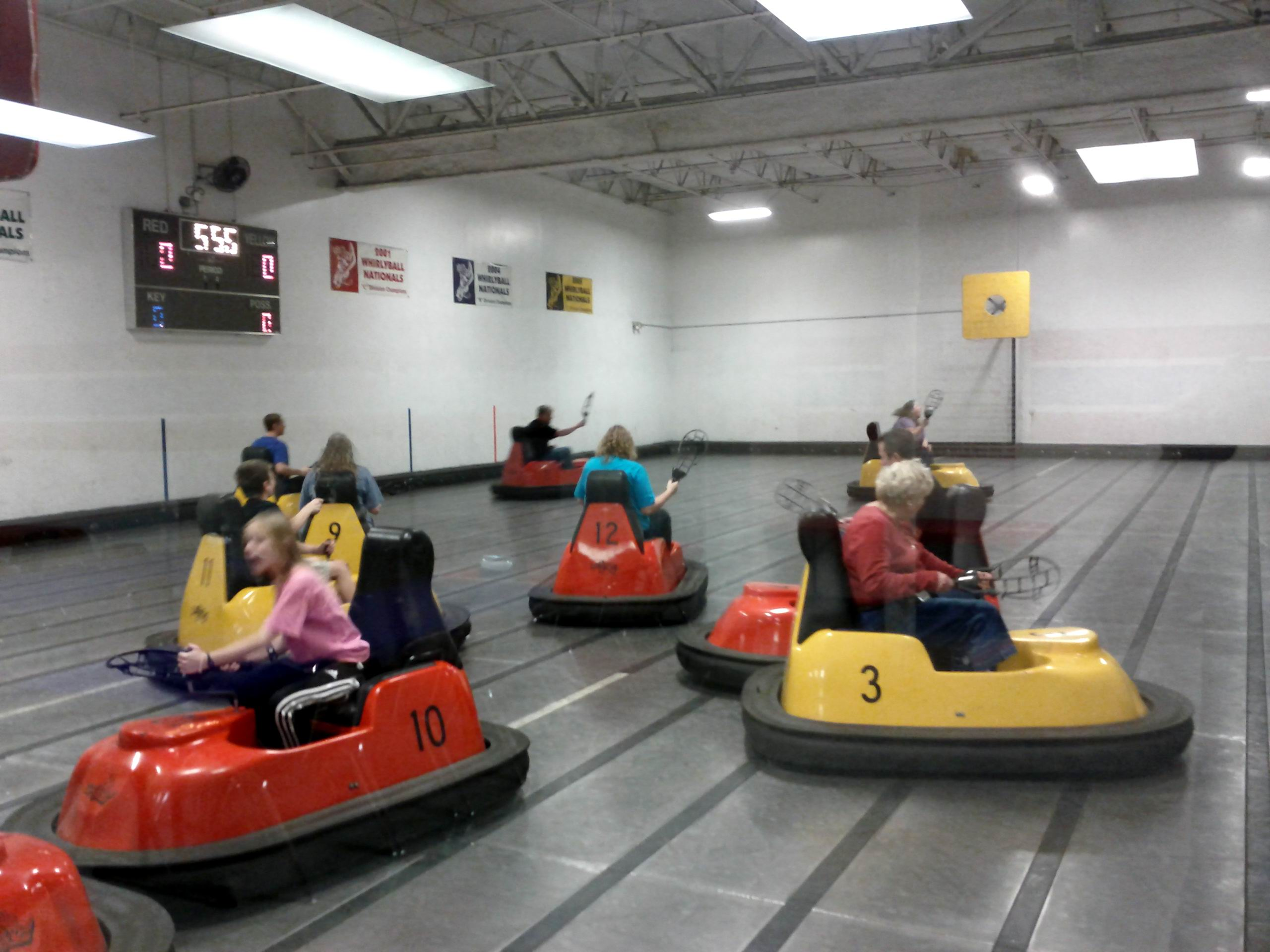
Una partita di whirlyball in corso

Il Whirlyball è uno sport di squadra, inventato da Stan Mangum, che combina elementi della pallacanestro e del jai alai, o piuttosto il lacrosse e l'autoscontro; i giocatori guidano dei Whirlybugs, piccoli veicoli elettrici simili appunto a macchinine dell'autoscontro. Dal momento che il gioco richiede un campo speciale, i suoi incontri sono disputati in un numero molto ridotto di località, negli Stati Uniti d'America ed in Canada.

## Il gioco
Una squadra di Whirlyball è formata da cinque giocatori, ognuno alla guida di un Whirlybug e con una sorta di mestolo, con cui può passare la palla, generalmente una Wiffleball, ai compagni e tirarla a segno in un bersaglio circolare posto alle due estremità del campo. Una marcatura nel Whirlyball è chiamata "Whirlic". Ai giocatori non è consentito lasciare le loro auto o toccare la palla con le mani; per il resto ci sono ben pochi divieti, pur all'interno di un certo margine di sicurezza: ad esempio è vietato sbattere contro un avversario da dietro (penalità di 4 punti).
Le palette utilizzate a livello ricreativo per il gioco sono realizzate dall'azienda di Mangum, la Flo-Tron Enterprises, ma molti giocatori a livello nazionale preferiscono usare una paletta da Trac Ball, per via del suo minor peso.

## Origini
Il gioco venne concepito a Salt Lake City all'inizio degli anni '60 da Stan Mangum, un inventore che stava lavorando sulla progettazione di un piccolo ed agile veicolo per l'autoscontro. Questo veicolo divenne poi il Whirlybug. La popolarità e diffusione del Whirlyball è ampiamente attribuita a Kim Mangum, figlio di Stan e fondatore della Flo-Tron Enterprises, un'organizzazione che distribuisce diritti ed equipaggiamenti legati al Whirlyball.
Questo sport è giocato a livello agonistico in diverse leghe, ma è praticato soprattutto a livello ricreativo all'interno di leisure center con bar, biliardo e altre attrazioni. Campi da gioco si trovano a Chicago, Detroit, Washington, Cleveland, Kansas City, Seattle, Dallas, Atlanta, Toronto, New Jersey, Connecticut, e Florida.